# Javier Cámara Rodríguez
Javier Cámara Rodríguez (Albelda de Iregua, la Rioja, 19 de gener de 1967) és un actor espanyol.

## Filmografia

### Cinema
Truman
Llargmetratges
| - Rosa Rosae (1993) - Alegre ma non troppo (1994) - ESO (1995) - Corazón loco (1996) - Pon un hombre en tu vida (1996) - Torrente, el brazo tonto de la ley (1998) - Cuarteto de la Habana (1999) - Los lobos de Washington (1999) - Dinosaurio (2000) - Lucía y el sexo (2001) - Torrente 2: Misión en Marbella (2001) - Hable con ella (2002) - Torremolinos 73 (2003) - Els sotasignants (2003) - La mala educación (2004) - La vida secreta de les paraules (2005) | - Malas temporadas (2005) - Paris, je t'aime (2006) - Alatriste (2006) - Ficció (2006) - La torre de Suso (2007) - Fuera de carta (2008) - Los girasoles ciegos (2008) - Que se mueran los feos (2010) - ¿Para qué sirve un oso? (2011) - Una pistola a cada mà (2012) - Ahir no acaba mai (2013) - Los amantes pasajeros (2013) - Vivir es fácil con los ojos cerrados (2013) - La vida inesperada (2013) - Perdiendo el norte (2014) |

Curtmetratges
- ¿Las cosas son como son... o como deberían ser?: Dos historias... del mismo día (1997)
- Anoche soñé que habías muerto (2000)
- Looking for Chencho (2002)

### Televisió
- ¡Ay, Señor, Señor! (1994-1995)
- Un lío fuera de serie (1995)
- Éste es mi barrio (1996-1997)
- Hostal Royal Manzanares (1996-1997)
- Todos los hombres sois iguales (1997)
- Periodistas (1998-2001)
- Eva y Adán, agencia matrimonial (1999)
- Pepe Carvalho (1999)
- 7 vidas (1999-2006)
- Lex (2008)
- Los Quién (2011)
- The Young Pope (2016)
- The New Pope (2020)

## Premis i nominacions
| Any  | Premi                                                    | Categoria                                             | Títol                                            | Resultat  |
| ---- | -------------------------------------------------------- | ----------------------------------------------------- | ------------------------------------------------ | --------- |
| 1995 | Premis de la Unió d'Actors                               | Millor actor secundari de televisió                   | ¡Ay, Señor, Señor!                               | Guanyador |
| 1998 | Premis Ondas                                             | Millor actor                                          | Torrente, el brazo tonto de la ley               | Guanyador |
| 1998 | Festival Internacional de Cinema de Comèdia de Peníscola | Millor actor                                          | Torrente, el brazo tonto de la ley               | Guanyador |
| 1999 | Premis Goya                                              | Millor actor revelació                                | Torrente, el brazo tonto de la ley               | Nominat   |
| 1999 | Premis de la Unió d'Actors                               | Millor actor secundari                                | Torrente, el brazo tonto de la ley               | Nominat   |
| 2000 | Festival de Cinema de Peníscola                          | Millor actor                                          | Cuarteto de La Habana                            | Guanyador |
| 2000 | Premis ATV, Espanya                                      | Millor Interpretació Masculina                        | 7 vidas                                          | Nominat   |
| 2000 | Fotogramas de Plata                                      | Millor actor de televisió                             | 7 vidas                                          | Guanyador |
| 2000 | Premis de la Unió d'Actors                               | Millor actor de televisió                             | 7 vidas                                          | Guanyador |
| 2000 | TP de Oro, Espanya                                       | Millor actor                                          | 7 vidas                                          | Guanyador |
| 2001 | Premis ATV, Espanya                                      | Millor Interpretació Masculina                        | 7 vidas                                          | Nominat   |
| 2001 | TP d'Or, Espanya                                         | Millor actor                                          | 7 vidas                                          | Guanyador |
| 2002 | Premis de la Unió d'Actors                               | Millor actor secundari de cinema                      | Lucía y el sexo                                  | Nominat   |
| 2002 | European Film Awards                                     | Millor actor                                          | Hable con ella                                   | Nominat   |
| 2002 | European Film Awards                                     | Millor actor                                          | Hable con ella                                   | Guanyador |
| 2003 | Premi Cercle d'Escriptors Cinematogràfics, Espanya       | Millor actor                                          | Hable con ella                                   | Nominat   |
| 2003 | Toulouse Cinespaña                                       | Millor actor                                          | Torremolinos 73                                  | Guanyador |
| 2003 | Premis ACE                                               | Millor actor                                          | Hable con ella                                   | Nominat   |
| 2003 | Fotogramas de Plata                                      | Millor actor de cinema                                | Hable con ella                                   | Nominat   |
| 2003 | Premis Goya                                              | Millor actor                                          | Hable con ella                                   | Nominat   |
| 2003 | Premis Ondas                                             | Millor actor                                          | Torremolinos 73 Els sotasignants                 | Guanyador |
| 2003 | Festival de Cinema Espanyol de Màlaga                    | Millor actor                                          | Torremolinos 73                                  | Guanyador |
| 2003 | Premis de la Unió d'Actors                               | Millor actor protagonista de cinema                   | Hable con ella                                   | Nominat   |
| 2004 | Premi Cercle d'Escriptors Cinematogràfics, Espanya       | Millor actor                                          | Torremolinos 73                                  | Nominat   |
| 2004 | Fotogramas de Plata                                      | Millor actor de cinema                                | Torremolinos 73                                  | Nominat   |
| 2004 | Premis Goya                                              | Millor actor                                          | Torremolinos 73                                  | Nominat   |
| 2005 | Premis de la Unió d'Actors                               | Millor actor protagonista de cinema                   | La mala educación                                | Guanyador |
| 2006 | Premi Cercle d'Escriptors Cinematogràfics, Espanya       | Millor Actor Secundari                                | La vida secreta de les paraules                  | Nominat   |
| 2006 | Fotogramas de Plata                                      | Millor actor de cinema                                | Malas temporadas                                 | Nominat   |
| 2006 | Premis de la Unió d'Actors                               | Millor actor protagonista de cinema                   | Malas temporadas La vida secreta de les paraules | Nominat   |
| 2006 | Premis Goya                                              | Millor actor secundari                                | La vida secreta de les paraules                  | Nominat   |
| 2007 | Premis de la Unió d'Actors                               | Millor actor secundari de cinema                      | Alatriste                                        | Nominat   |
| 2007 | Premi Cercle d'Escriptors Cinematogràfics, Espanya       | Millor Actor Secundari                                | Ficció                                           | Nominat   |
| 2008 | Premis de la Unió d'Actors                               | Millor actor protagonista de cinema                   | La torre de Suso                                 | Nominat   |
| 2008 | Festival de Cinema Espanyol de Màlaga                    | Millor actor                                          | Fuera de carta                                   | Guanyador |
| 2009 | Fotogramas de Plata                                      | Millor actor de cinema                                | Fuera de carta                                   | Guanyador |
| 2009 | Premis ACE                                               | Millor actor                                          | Fuera de carta                                   | Guanyador |
| 2009 | Premis Goya                                              | Millor actor                                          | Fuera de carta                                   | Nominat   |
| 2013 | Premi Cercle d'Escriptors Cinematogràfics, Espanya       | Millor Actor Secundari                                | Una pistola a cada mà                            | Nominat   |
| 2013 | Miami Film Festival                                      | Dramatic Features - Ibero-American Cinema Competition | Una pistola a cada mà                            | Guanyador |
| 2014 | Premi Cercle d'Escriptors Cinematogràfics, Espanya       | Millor Actor                                          | Vivir es fácil con los ojos cerrados             | Nominat   |
| 2014 | Fotogramas de Plata                                      | Millor actor de cinema                                | Vivir es fácil con los ojos cerrados             | Nominat   |
| 2014 | Premis Gaudí                                             | Millor actor                                          | Ahir no acaba mai                                | Nominat   |
| 2014 | Premis Goya                                              | Millor actor                                          | Vivir es fácil con los ojos cerrados             | Guanyador |
| 2015 | Premis Gaudí                                             | Millor actor secundari                                | Truman                                           | Guanyador |
| 2022 | Premis Ondas                                             | Millor interpretació masculina en ficció              | Vota Juan, Vamos Juan i Venga Juan               | Guanyador |